# Eckington (Worcestershire)
Pour les articles homonymes, voir Eckington.
Eckington est une localité anglaise située dans le comté du Worcestershire.